# Krimvitz
Krimvitz ist ein Ortsteil der Stadt Putbus im Landkreis Vorpommern-Rügen in Mecklenburg-Vorpommern.

## Geografie und Verkehrsanbindung
Krimvitz liegt südwestlich der Kernstadt Putbus. Die Landesstraße 29 verläuft unweit entfernt nördlich, etwas weiter entfernt westlich verläuft die Landesstraße 30.

## Sehenswürdigkeiten
- Das Gutshaus mit Scheune ist ein eingeschossiges, verklinkertes Bauwerk mit Satteldach und zweigeschossigem Mittelrisalit. Ab 1919 war es das Wohnhaus von Malte zu Putbus, heute (2015) ist es ein Hotel. (Dorfstraße 4)

## Söhne und Töchter
- Gottlieb Wilhelm Christian von Platen (1765–1819), preußischer Generalmajor (der tolle Platen)